# Moosach
Moosach település Németországban, azon belül Bajorországban. Lakosainak száma 1510 fő (2023. december 31.). Moosach Bruck, Kirchseeon, Zorneding, Oberpframmern és Glonn községekkel határos.

## Népesség
A település népessége az elmúlt években az alábbi módon változott:
| Lakosok száma | 525  | 1142 | 1096 | 1100 | 1483 | 1539 | 1521 | 1536 | 1501 | 1510 |
|               | 1875 | 1950 | 1975 | 1987 | 2012 | 2014 | 2016 | 2017 | 2021 | 2023 |

## Kapcsolódó szócikkek

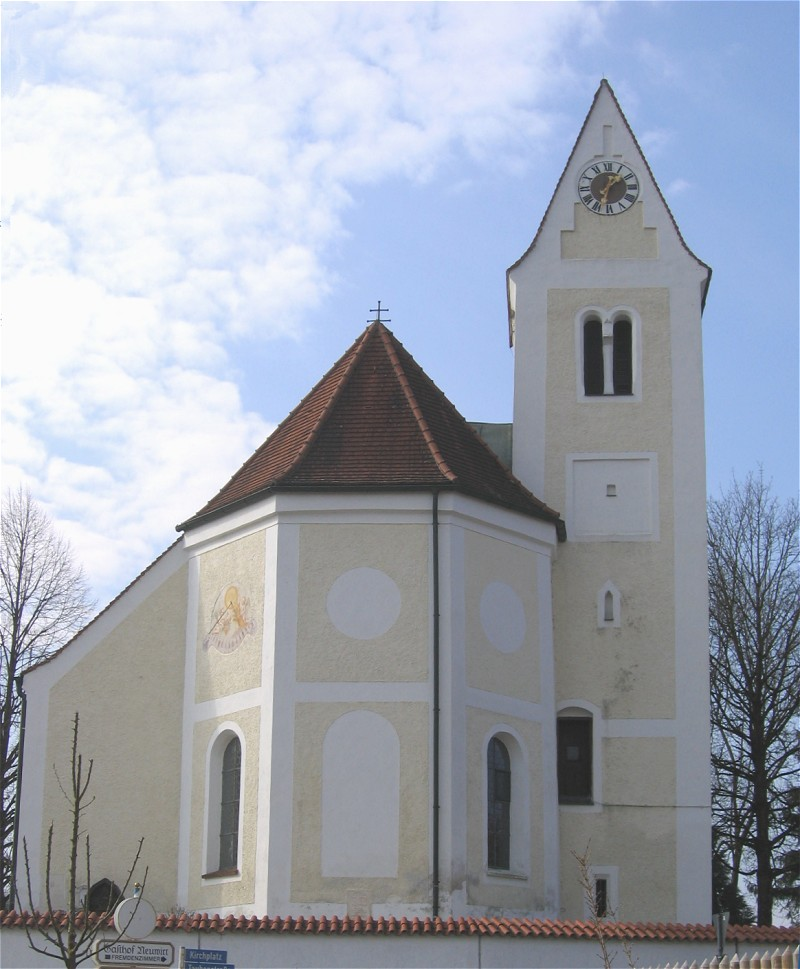
Szent Bertalan templom
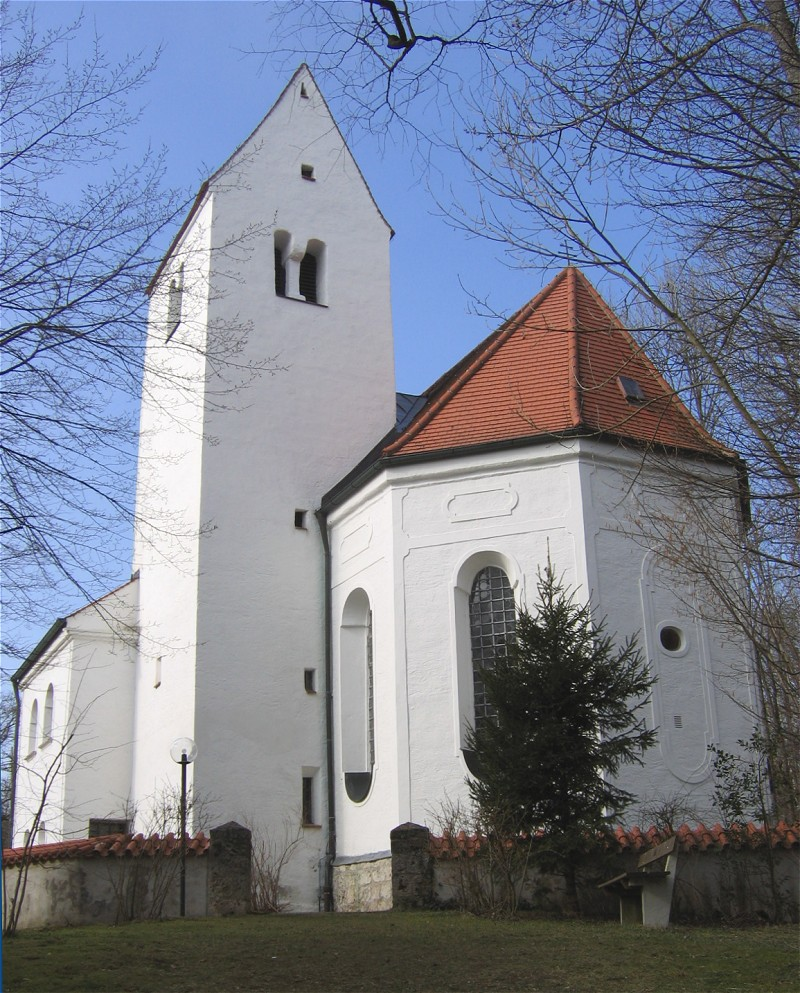
Maria Altenburg templom